# Hesperagrion heterodoxum
Hesperagrion heterodoxum – gatunek ważki z rodziny łątkowatych (Coenagrionidae); jedyny żyjący przedstawiciel rodzaju Hesperagrion. Występuje w Ameryce Północnej – w Meksyku i na południu USA. Szeroko rozprzestrzeniony i pospolity.